# Mare de Déu de la Posa
La Mare de Déu de la Posa és un santuari del municipi d'Isona i Conca Dellà, pertanyent a l'antic terme municipal d'Isona.

## Descripció
Està situat a poc més de dos quilòmetres i mig en línia recta, en direcció est-nord-est del centre de la vila d'Isona, i a uns quatre pel camí que en permet l'accés. Aquest camí surt del punt quilomètric 3,3 de la carretera L-511 (Isona - Coll de Nargó), just al lloc on hi ha al trencall cap al nord de la carretera local que mena a Abella de la Conca. Gairebé al davant del trencall d'Isona es troba l'arrencada d'una pista, senyalitzada, cap al sud, que mena en un quilòmetre a l'obac de la Posa, on hi ha el santuari de la Mare de Déu i, davant seu, un camp d'empremtes de rajades.
Centre religiós de l'antic municipi d'Isona on es veneren les imatges de la Mare de Déu de la Posa, sant Sebastià i sant Roc. Aquí s'hi celebren els aplecs populars de Sant Sebastià (dissabte següent al 20 de gener) i el de dilluns de Pasqua Florida. Per la festivitat de Sant Roc, el 16 d'agost, s'hi celebra una missa. En totes les celebracions es canten els tradicionals gojos. La festivitat de la Mare de Déu de la Posa marcava la data de l'antiga Festa Major d'Isona, que se celebrava en la diada de les marededeus trobades (8 de setembre). Adossada al temple hi havia la casa dels masovers que conreaven aquesta heretat i que va desaparèixer amb motiu dels bombardejos que patí la zona durant la Guerra Civil.
És un edifici aïllat. A la cara est de la nau arrenca directament un petit absis semicircular, més baix i estret que la nau. Per dins s'observa el vestigi de la factura alt-medieval en aquest absis, mentre que per fora està recobert de ciment. La façana està arrebossada i pintada de blanc, amb espadanya. La coberta és de teules. La porta és d'arc de mig punt adovellada. Hi ha una finestra espitllerada a la façana nord. Una terrassa amb contraforts envolta l'angle sud-est de l'edifici. Excepte l'absis, tot és nou. A partir del segle xviii s'inclou en la relació de capelles de la parròquia de Santa Maria d'Isona.

## Història
El primer document que l'esmenta és del segle xvii. Ara bé, té un absis romànic de segle xi o primers anys del xii, fet amb un aparell molt regular. La resta de l'edifici és més tardana, possiblement dels segles xvii-xviii i refeta en diversos moments al llarg dels temps. Tanmateix, a la base de l'altar hi havia una làpida romana dedicada al déu Mercuri, procedent d'Isona en la reforma del seu interior als anys 70 del segle xx, quan s'aprofità també per desenrunar i condicionar els voltants. El 2023 aquesta làpida va ser traslladada al Museu de la Conca Dellà i substituïda per dos suports de pedra.
Una particularitat del darrer segle és que aquest santuari fou, com tot el terme d'Isona, escenari d'una llarga i dura batalla de la Guerra Civil, al llarg de tot el 1938. El temple fou molt malmès, el seu interior destruït i cremades les seves imatges, entre les quals es trobava el seu retaule i la seva marededeu romànica. Una mostra d'aquells moments queda de record a la seva espadanya: com a campana hi ha un fragment d'obús reciclat per al servei de crida al temple. A l'interior s'hi aprecien restes de les pintures barroques que cobrien les parets. La marededeu actual data del 1947 i està inspirada en l'antiga imatge romànica desapareguda.
Després de l'esfondrament del front d'Aragó, l'exèrcit franquista va aconseguir arribar a les comarques de Lleida l'abril de 1938. Un cop al Pallars, es va produir l'estancament del front fins al gener de 1939. Les tropes franquistes van ocupar la majoria de posicions. En altres llocs els republicans fortificaven i es preparaven per resistir l'atac enemic, fet que va deixar un important patrimoni bèl·lic per tota la comarca.

## Entorn

### Parc cretaci

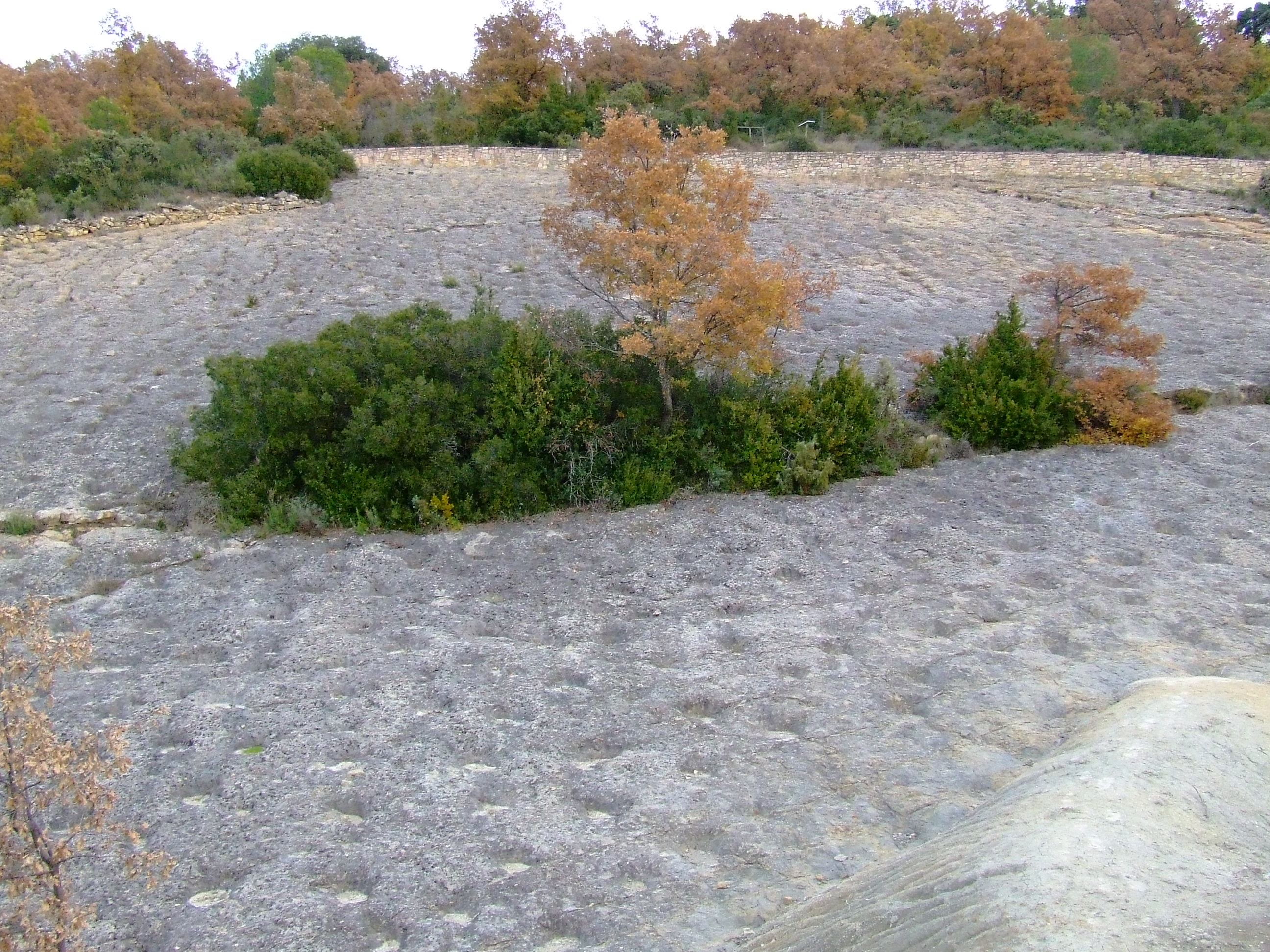
Les empremtes de rajades, des de la part inferior del jaciment

A prop del santuari, al seu costat de ponent i en un pendís pronunciat que mira cap al barranc de la Colomera i Cal Sialló hi ha una estesa de petjades, en un lloc arranjat per a la visita i gestionat pel Museu de la Conca Dellà, amb seu a Isona. Es tracta del Parc Cretaci, una superfície bastant gran on es poden observar centenars d'empremtes d'animals prehistòrics, possiblement rajades.

### Itinerari del front republicà
L'itinerari El front republicà de la Posa recorre les restes bèl·liques del front republicà de la Posa. Un cop establert el front del Pallars a partir de l'abril de 1938 aquesta línia de front, situada al voltant de l'ermita de la Mare de Déu de la Posa, permetia controlar un ampli espai i evitar l'avanç de les tropes rebels. La intervenció ha consistit en el disseny d'un itinerari senyalitzat i contextualitzat, dividit en quatre zones, que es pot seguir tant a peu com en cotxe i ens mostra àmplies restes de patrimoni bèl·lic i l'espectacular panoràmica que servia com a control del front des de la Posa.

### Altres
La visita es pot completar amb l'itinerari urbà d'Isona, també dins de la Xarxa d'Espais de Memòria del Memorial Democràtic, a tan sols quatre quilòmetres de la Posa. A més a més, Isona i els seus voltants tenen els jaciments paleontològics més importants de Catalunya, al voltant dels quals s'ha creat el Parc Cretaci, i a la mateixa població d'Isona hi trobem el Museu de la Conca Dellà, que és el centre d'acollida del parc, restes romanes de l'antiga vila d'Aeso. A pocs quilòmetres hi ha també els castells medievals de Llordà i d'Orcau i altre patrimoni religiós medieval i romànic. Cal destacar que la comarca del Pallars Jussà, escenari de l'estancament del front durant nou mesos, presenta un abundant patrimoni memorial que comença a ser senyalitzat i interpretat i que, a més de la reconstrucció d'Isona per la Dirección General de Regiones Devastadas, existeixen diversos itineraris per l'arqueologia bèl·lica de la comarca.